# 疣齿丝瓜藓
疣齿丝瓜藓（学名：Pohlia flexuosa）为真藓科丝瓜藓属下的一个种。

## 扩展阅读
- 維基物種上的相關：疣齿丝瓜藓